# Corumbataia
Genre
Corumbataia est un genre de poissons d'eau douce de la famille des Loricariidae.

## Description
Les espèces du genre Corumbataia sont de petites tailles, variant entre 2,7 et 3,8 cm à l'âge adulte.

## Répartition
Les espèces de ce genre sont endémiques du Brésil.

## Liste des espèces
Selon World Register of Marine Species (20 mai 2023)
- Corumbataia acanthodela Thimotheo et al., 2020
- Corumbataia britskii Ferreira & Ribeiro, 2007
- Corumbataia canoeiro (Roxo et al., 2017)
- Corumbataia cuestae Britski, 1997 - espèce type
- Corumbataia liliai Silva et al., 2018
- Corumbataia lucianoi Silva et al., 2018
- Corumbataia tocantinensis Britski, 1997
- Corumbataia veadeiros Carvalho, 2008

## Systématique
Le genre Corumbataia a été créé en 1997 par l'ichtyologiste brésilien Heraldo Antônio Britski (d) (1934-) avec pour espèce type Corumbataia cuestae.

## Étymologie
Le nom générique, Corumbataia, fait référence au rio Corumbataí (d) (État de São Paulo) dans lequel la première espèce a été découverte.

## Publication originale
- (pt) Heraldo A. Britski, « Descrição de um novo gênero de Hypoptopomatinae, com duas espécies novas (Siluriformes, Loricariidae) », Papéis Avulsos de Zoologia, Museum of Zoology of the University of São Paulo (d) et USP, vol. 40, no 15,‎ 12 décembre 1997, p. 231-255 (ISSN 0031-1049 et 1807-0205, OCLC 53958918, lire en ligne).